# 先駆舎
先駆舎（せんくしゃ）は、日本の芸能事務所、映像制作会社。実質的に吉本興業からのスピンオフ企業。小中学生向けファッション雑誌「ニコラ」との業務提携により人気ジュニアモデルを多く抱えるほかに新人発掘と育成にも力を入れている。

## 歴史
- 1997年3月、株式会社ネイキッドとして設立。当時は広告の企画制作、印刷、デザインなどを手掛ける企業であった。
- 2001年4月、芸能事務所としての業務を開始。最初の所属タレントは小川輝晃。
- 2002年10月、社名を株式会社先駆舎に変更。
- 2006年8月、ディスカバリーエンターテインメント（現：ディスカバリーネクスト）と業務提携を結んだことを発表。

## 所属タレント
- 古川九一
- 木戸美歩
- 小山典子
- 井並英里香
- 永田翔士
- 濱野将徳
- 望月彩
- 滝勇人
- 薊諒

## 過去の所属タレント
- 小川輝晃
- 石田裕子
- 橋田昊樹
- 虎南有香
- 長尾春佳
- 宮城夏実
- 野崎夏帆
- 西岡竜一朗
- 岡本玲
- 小村りこ（現：江辺香織）
- 村井瑞稀
- 武市智子
- 岡崎莉子
- 斉藤亜美
- 下村友香莉
- 田村未沙希
- 大加戸亜美
- 丸山敦
- The Bodyguard（現：ボディガー）
- バッファロー
- 吉野恵悟

## 過去のイベント
- 美少年プロレス
- 魔界